# Mollerus

Geslachtswapen (1843)

Mollerus (ook: Mollerus van Westkerke) is een uit de Palts afkomstig geslacht waarvan leden sinds 1816 tot de Nederlandse adel behoren.

## Geschiedenis
De stamreeks begint met Justus Mollerus wiens kleinzoon ds. Johannes Mollerus (1616-1689) in de Nederlanden predikant werd. Diens achterkleinzoon mr. Johan Hendrik Mollerus (1750-1834) werd bij Koninklijk Besluit van 24 november 1816 verheven in de Nederlandse adel waardoor hij en zijn nageslacht tot de adel van het koninkrijk gingen behoren; tussen 1820 en 1843 werd aan hem en aan twee van zijn zonen, welke laatsten beiden in diplomatieke dienst waren, de titel van baron bij eerstgeboorte verleend.
Sinds 1767 waren telgen in het bezit van de heerlijkheid Westkerke (Tholen) en drie generaties lang van Wulpendaal.
Het geslacht bracht bestuurders op lokaal, provinciaal en nationaal niveau voort. Daarnaast waren er veel militairen in het geslacht. Ook leverde het diplomaten en hofdienaren. De meeste takken zijn uitgestorven. De tweede tak levert sinds 1909 de chef de famille en voert de eerstgeboortetitel van baron.
In 1999 leefden er nog negentien mannelijke telgen, de laatsten geboren in 1997.

## Enkele telgen
Mr. Johan Hendrik baron Mollerus, heer van Westkerke en Wulpendaal (1750-1834), minister; trouwde in 1777 met Mellina Anna Alberda van Nijensteyn (1756-1822), dochter van Mello Alberda van Nijensteyn en telg uit het geslacht Alberda waarna de namen Mello en Mellina/Melline veelvuldig door telgen van het geslacht Mollerus werden gevoerd, anno 1999 tot in de jongste generaties
- Hendrik Mello baron Mollerus, heer van Westkerke en Wulpendaal (1780-1865), kapitein-adjudant
  - Mr. Johan Hendrik Mello baron Mollerus van Westkerke (1840-1909), burgemeester, commissaris van de koningin
- Jhr. mr. Cornelis Adriaan Mollerus (1782-1820), griffier van het Hoog Militair Gerechtshof
  - Jkvr. Johanna Henrietta Mellina Mollerus (1808-1895); trouwde in 1836 met Anthony Pieter Hendrik baron van Ittersum (1808-1874), 1e luitenant, burgemeester van Voorst (1844-1872)
  - Jhr. mr. Johan Cornelis Mollerus (1810-1864), belastingontvanger
    - mr. Gustaaf Willem baron Mollerus (1842-1919), kantonrechter, gemeenteraadslid in Apeldoorn en lid van Provinciale Staten van Gelderland, sinds 1909 chef de famille en baron
      - Johan Cornelis baron Mollerus (1870-1953), gemeentesecretaris van Warnsveld
      - jhr. Dirk Mollerus (1874-1941), kolonel titulair
        - mr. Gustaaf Willem baron Mollerus (1902-1990), president van het Gerechtshof Arnhem; trouwde in 1927 met jkvr. Marie van Geen (1901-1950; in 1951 met Johanna Hermina Fockema Andreae (1908-1984), dochter van mr. Arnold Fockema Andreae, vicepresident van het Gerechtshof Arnhem
          - mr. Dirk Mello Hendrik baron Mollerus (1931), oud directeur Zonnehuizen Veldheim/Stenia, sinds het overlijden van zijn vader chef de famille
            - jhr. drs. Joost Mollerus (1961), uitgever (1999), vermoedelijke opvolger als chef de famille; trouwde in 1991 met Betty Bonn BA, dochter van journalist Joep Bonn (1933-1988)

    - Jhr. Gustaaf Willem Hendrik Mollerus (1847-1920), burgemeester
      - jkvr. Jeannette Philippine Catherine Conradina Mollerus (1882-1939), correspondeerde met de dichter P.C. Boutens; trouwde in 1904 met mr. Pieter van Regteren Altena (1877-1941), rechter en laatstelijk raadsheer bij de Hoge Raad der Nederlanden en telg uit het geslacht Altena
      - Jhr. ir. Carel Marie Mollerus (1899-1980), secretaris Raad van Bestuur Philips, voorzitter en erelid PSV

    - Jhr. Antonie Pieter Hendrik Johan Mollerus, heer van Westkerke (1852-1917), referendaris; trouwde in 1883 met jkvr. Johanna Cornelia Wilhelmina (Maud) van Loon (1857-1945), schilderes, lid van het geslacht Van Loon
      - Jhr. Jan Mollerus, heer van Westkerke (1886-1976), reserve-1e luitenant
        - Jhr. Antoni Pieter Hendrik Johannes Mollerus (1924-2014), luitenant-ter-zee
          - Jkvr. Melline Mollerus (1959), actrice

      - Jhr. Johan Cornelis Mollerus (1888-1965), burgemeester
      - Jkvr. Johanna Cornelia Wilhelmina Mollerus (1894-1972); trouwde in 1918 met jhr. Rudolph Otto van Holthe tot Echten (1892-1971), burgemeester

  - Jkvr. Anna Christina Mollerus (1819-1866); trouwde in 1850 met mr. Jacobus baron van der Feltz (1825-1904), burgemeester van Voorst (1872-1886) als opvolger van zijn zwager
- Willem baron Mollerus (1783-1855), diplomaat en laatstelijk ambassadeur te Sint-Petersburg, kamerheer i.b.d. en grootmeester van de Koning, in 1822 verlening van de titel van baron bij eerstgeboorte; met zijn zoon stierf deze tak in 1899 uit
- Nicolaas Willem baron Mollerus (1787-1865), diplomaat en laatstelijk ambassadeur te Constantinopel, in 1843 verlening van de titel van baron bij eerstgeboorte; met zijn dochter stierf deze tak in 1895 uit